# 청주 여산 송씨 정려각
청주 여산송씨 정려각(淸州 礪山宋氏 旌閭閣)은 충청북도 청주시 흥덕구 수의동에 있는 조선시대의 정려각이다. 2011년 7월 29일 충청북도의 기념물 제151호로 지정되었다.

## 개요
임진왜란 때 동래성을 지키다 순절한 천곡 송상현과 그 후손들의 가계 내에서 배출된 열녀, 효부의 정려로써 그 내력과 정려를 내리게 된 경위들이 잘 기록되고 실물로 남아 있어 이 지역을 대표하는 문중의 역사적 모습을 잘 보여준다.

## 같이 보기
- 송상현

## 참고 문헌
- 청주 여산송씨 정려각 - 국가유산청 국가유산포털